# Найвайд, Софи
Софи Найвайд (англ. Sophie Nyweide, 8 июля 2000, Берлингтон, Вермонт, США — 14 апреля 2025, Берлингтон, Вермонт, США) — американская актриса, наиболее известная по ролям в таких фильмах как «Белла» (2006), «Марго на свадьбе» (2007), «Мамонт» (2009) и «Ной» (2014).

## Биография
Родилась 8 июля 2000 года в Берлингтоне штата Вермонт.
Кинематографической деятельностью начала заниматься с детского возраста. Когда ей было меньше восьми лет, она впервые снялась в своей первой работе фильма под названием «Белла». Затем последовали более популярные фильмы.
14 апреля 2025 года была найдена мёртвой на 25-м году жизни на берегу реки примерно в 40 километрах от своего места жительства в штате Вермонт. В ряде источников говорится, что на момент смерти девушка была беременна на ранних сроках.

## Фильмография
- 2006 — Белла — Белла
- 2007 — И пришла любовь — Марта
- 2007 — Марго на свадьбе — дочь
- 2007 — Нью-йоркская серенада — Фрэнси
- 2009 — Мамонт — Джеки Видалес
- 2010 — Тайны и ложь — Пэтрон
- 2010 — Тайный знак — Лиза/Lisa
- 2011 — Mistakes Were Made — Отелия
- 2014 — Ной — младшая сестра
- 2015 — Рождённый заново — Софи